# Young British Artists
Young British Artists (« Jeunes artistes britanniques ») ou YBAs (voire Brit artists ou Britart) désigne à la fois une génération et un mouvement d'artistes contemporains britanniques qui émerge vers la fin des années 1980, sortant pour la plupart du Goldsmiths College à Londres.

## Bref historique
La dénomination « Young British Artists » provient d'une série d'expositions portant ce nom, organisées à la galerie Saatchi à partir de 1992, qui conduisirent nombre de ces artistes à la célébrité. Elles avaient été précédées de la 1ère exposition Freeze en 1988, organisée par Damien Hirst encore étudiant au Goldsmiths College tout comme d'autres participants. 
Michael Corris reprend l'appellation dans le magazine Art Form en mai 1992. En 1996 apparait l'acronyme YBA dans le magazine Art Monthly.  
Les YBA sont remarqués pour leur « tactique du choc », l'usage de matériaux inhabituels (par exemple, les animaux découpés par Damien Hirst). Ils obtiennent une large couverture médiatique et dominent l'art britannique des années 1990. L'ouverture totale aux matériaux et aux procédés créatifs leur permet de créer au-delà des limites éthiques et/ou institutionnelles. C'est notamment par cette transgression des limites que le mouvement alimente sans cesse de nouvelles polémiques et divise l'opinion publique. 

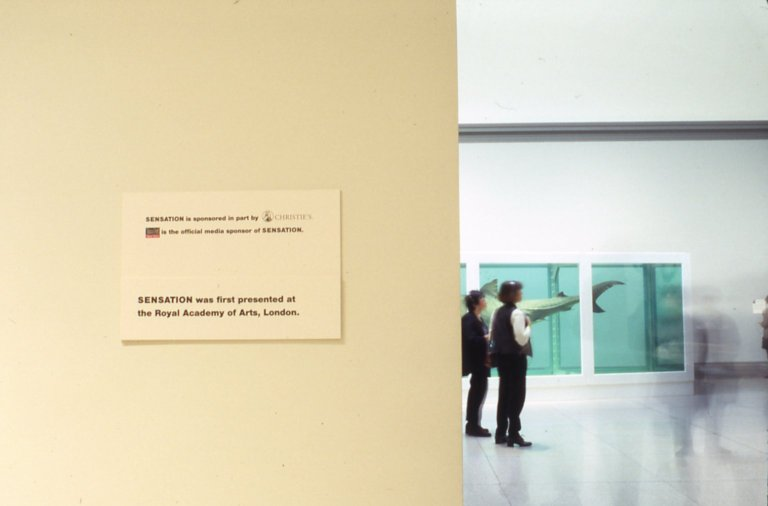
Sensation des YBA de la collection Saatchi, au Brooklyn Museum

En 1997, l'exposition « Sensation » organisée par Charles Saatchi à la Royal Academy contribue à la consécration officielle du mouvement. YBA est ainsi devenu une référence historique, la plupart de ses contributeurs ayant atteint, dans la première décennie du XXIe siècle, une reconnaissance mondiale.